# Det är jag som är...
Det är jag som är... är ett musikalbum med Anita Strandell som spelades in och lanserades 1977 på skivbolaget Polydor. Albumet producerades av Leif Carlquist. Skivan innehåller, förutom ett par originalkompositioner av Cornelis Vreeswijk, Tomas Ledin och Leif Carlquist, svenskspråkiga versioner av låtar av Gallagher & Lyle, Linda Lewis, Medicine Head, Clodagh Rodgers, Jóhann G. Jóhannsson, Bee Gees, Neil Sedaka, Marianne Rosenberg och Brian And Brenda Russell.

## Låtlista
1. En dag i taget (Put It Back Together) - 3:33
2. Låt himmelen vara blå (You'll Never Rock Alone) - 3:06
3. Lögn (Don't Try To Fool Me) - 3:27
4. En gång i mitt liv (Love So Right) - 3:58
5. Båten till New Orleans - 3:53
6. Samba Ritardando - 3:55
7. Jag vill va' nära dej (I Want To Stay With You) - 3:43
8. Du som inte finns (Not A Little Girl Anymore) - 4:07
9. Va' är de' här för nå't (Here We Are Falling In Love Again) - 3:31
10. Elektriska du (Wishin' And Wishin') - 3:50
11. Marleen (Marleen) - 4:04